# Katmai River
Der Katmai River ist ein etwa 40 km langer Fluss auf der Alaska-Halbinsel im US-Bundesstaat Alaska.

## Flusslauf
Der Katmai River entspringt in der Aleutenkette, 11 km östlich der Katmai-Caldera. Er wird von einem namenlosen Gletscher an der Ostflanke des Noisy Mountain auf einer Höhe von etwa 500 m gespeist. Der Katmai River fließt in westlicher Richtung durch den so genannten „Katmai Canyon“, eine Schlucht unterhalb der Südsüdostflanke des Vulkans Katmai. Zuvor nimmt er noch zwei gletschergespeiste Nebenflüsse auf. Unterhalb der Schlucht biegt der Katmai River nach Süden ab und erreicht eine bis zu 7 km breite Schwemmebene, das so genannte „Katmai Valley“. Der Fluss spaltet sich in unzählige Flussarme auf. Der Mageik Creek trifft von Norden kommend auf den Katmai River, der Soluka Creek von Osten kommend. Der Katmai River mündet schließlich zwischen zwei Nehrungen in die Katmai Bay, eine Bucht am Rande der Schelichow-Straße. 4,5 km weiter westlich befindet sich die Mündung des Alagogshak Creek. Zu dieser fließen mehrere Seitenarme des Katmai River.

## Einzugsgebiet
Das etwa 750 km² große Einzugsgebiet des Katmai River liegt im Katmai-Nationalpark. Das Einzugsgebiet wird im Norden von der in diesem Abschnitt in WSW-Richtung verlaufenden Aleutenkette begrenzt. Entlang der Wasserscheide befinden sich die Schichtvulkane (von Osten nach Westen) Snowy Mountain, Trident, Katmai, Mount Mageik und Mount Martin. Die Gletscher auf der Südseite dieser Bergkette werden zum Katmai River hin entwässert. Infolge der globalen Erwärmung ziehen sich diese Gletscher immer stärker zurück.

## Namensgebung
Der Flussname stammt aus der Sprache der Eskimo. Er wurde 1852 von Kapitän Tebenkow von der Kaiserlich Russischen Marine als „R(eka) Katmay“ festgehalten. R. F. Griggs von der National Geographic Society übernahm den Flussnamen 1917 in der anglisierten Form „Katmai River“.